# Veiligheidsregio Twente
De veiligheidsregio Twente is een veiligheidsregio en valt geheel binnen de provincie Overijssel. Een veiligheidsregio is in Nederland een samenwerkingsverband van de hulpverleningsdiensten op basis van de Wet gemeenschappelijke regelingen en de Wet veiligheidsregio's, ten behoeve van fysieke veiligheid. 

## Regioprofiel
- Inwoners: 626.600 (2013, CBS)
- Landoppervlakte: 1632 km²
- Het westen van Twente kenmerkt zich door de Sallandse Heuvelrug (zie kaart), met o.a. Avonturenpark Hellendoorn.
- De strook Almelo - Enschede is dichtbevolkt; verder kent de regio tamelijk wat boslandschap.
- Regionaal vliegveld bij Enschede. In mei 2009 is besloten om Vliegveld Twente te behouden met een regionale functie.

## Risico's

### Terrein
- BRZO (Besluit Risico's Zware Ongevallen 2015) risicolocaties rondom Enschede, Hengelo en Almelo.
- Het bosgebied loopt bij droogte en warmte gevaar voor natuurbrand.
- Het bosgebied wordt af en toe geplaagd door insecten, rupsenplagen etc., zoals Roekenkolonies.
- Kwetsbare locaties voor drinkwaterwinning in Wierden, Tubbergen, Dinkelland, Rijssen-Holten, Hof van Twente, Hengelo en Enschede.

### Infrastructuur
- Vervoer van gevaarlijke stoffen over de snelweg A1 langs Hengelo en Oldenzaal van en naar Duitsland.
- Vervoer van gevaarlijke stoffen over de spoorwegen rondom Almelo, Hengelo en Enschede.
- Vervoer van gevaarlijke stoffen over het Twentekanaal naar Hengelo en Enschede.
- Energietransport: 200MVA productie-eenheid en schakelstation tussen Hengelo en Borne.
- Ondergrondse buisleidingen voor het transport van olie en gas (zie kaart).

### Sociaal-fysiek
- Avonturenpark Hellendoorn kan bij warme zomers en grote drukte risico's voor openbare orde en veiligheid opleveren.
- URENCO is een nucleaire onderneming en verrijkt uranium voor kerncentrales nabij Almelo.

## Instanties
- Brandweer: de regio kent 29 brandweerkazernes.
- GHOR: GHOR Twente coördineert, regisseert en adviseert over de geneeskundige hulpverlening bij rampenbestrijding en crisisbeheersing
- GGD: verzorgd door GGD Twente. De grenzen zijn congruent met die van de veiligheidsregio.
- Ambulancevervoer: wordt in deze regio verzorgd door Ambulance Oost. De regionale meldkamer Ambulance bevindt zich in Hengelo.
- Gemeenten: 14. 
  - Tot en met 2010 geen herindelingen.
  - Voorzitter Veiligheidsregio: Burgemeester van Enschede.
- Provincie: De regio valt binnen de grenzen van provincie Overijssel.
- Politie: De grenzen van de veiligheidsregio zijn hetzelfde als die van de voormalige politieregio Twente. Korpsgrootte: ongeveer 1500 medewerkers.
- Justitie: Rechtbank in Almelo. Het gerechtshof zetelt in Arnhem.
- Waterschap: Waterschap Vechtstromen.
- ProRail beheert het spoorwegennet.
- Rijkswaterstaat: de regio valt binnen het verzorgingsgebied van regionale dienst Oost-Nederland.
- Drinkwater: wordt in deze regio verzorgd door Vitens.
- Ziekenhuizen met klinische faciliteiten in Almelo, Hengelo, Enschede en Oldenzaal.
- Defensie. Deze regio valt onder RMC Noord, dat zetelt in Havelte.
- Energiesector: beheer van het elektriciteitsnet door Enexis, maar in Almelo, Oldenzaal en Goor door Cogas.
- Huisartsenzorg wordt ondersteund in een crisis door het Regionaal Crisisteam Huisartsen

## Bestuurscommissie
Het Veiligheidsbestuur en het Regionaal College hebben een gezamenlijke bestuurscommissie. De Hulpverleningsdienst Twente is bestuurlijk en ambtelijk onderdeel van de WGR+ Regio Twente. Met betrekking tot de op te stellen gemeenschappelijke regeling wacht Twente de wetgeving af.